# میدان قهرمانان (بوداپست)
میدان قهرمانان (مجاری: Hősök tere) یکی از میدان‌های اصلی و تاریخی در انتهای خیابان آندراشی در بوداپست، مجارستان است و از ۲۰۰۲ در فهرست میراث جهانی یونسکو قرار دارد. مجموعه‌ای از مجسمهٔ هفت رئیس قبیله مجار در زمان ورود به پانونی، چندین تن از رهبران مهم مجارستان و سنگ یادبود قهرمانان (که گاهی به اشتباه مقبره سرباز گمنام یاد می‌شود) در میدان قرار دارند.
در دو سوی میدان موزهٔ هنرهای زیبا و تالار هنر و درکنار آن پارک شهر واقع شده‌است.

## تاریخچه
میدان قهرمانان بوداپست بخشی از پروژه بزرگ سالگرد وطن‌گیری مجارها و تأسیس دولت مجارستان در ۸۹۶ بود که در ۱۸۹۶ آغاز شده‌بود. آن پروژه شامل گسترش و نوسازی خیابان آندراشی و ساخت اولین خط مترو می‌شد. ساخت‌وساز در ۱۹۰۰ به اتمام رسید و همان موقع هم میدان نام خود را دریافت کرد. چهار مجسمه نمادین در ۱۹۰۶ اضافه شدند و میدان همراه با موزه‌ها در دو طرف، در همان سال افتتاح شدند. بنا اساساً، بجز مجسمه‌های پادشاهان تا به امروز تفاوت چندانی نکرده‌است.

## نگارخانه

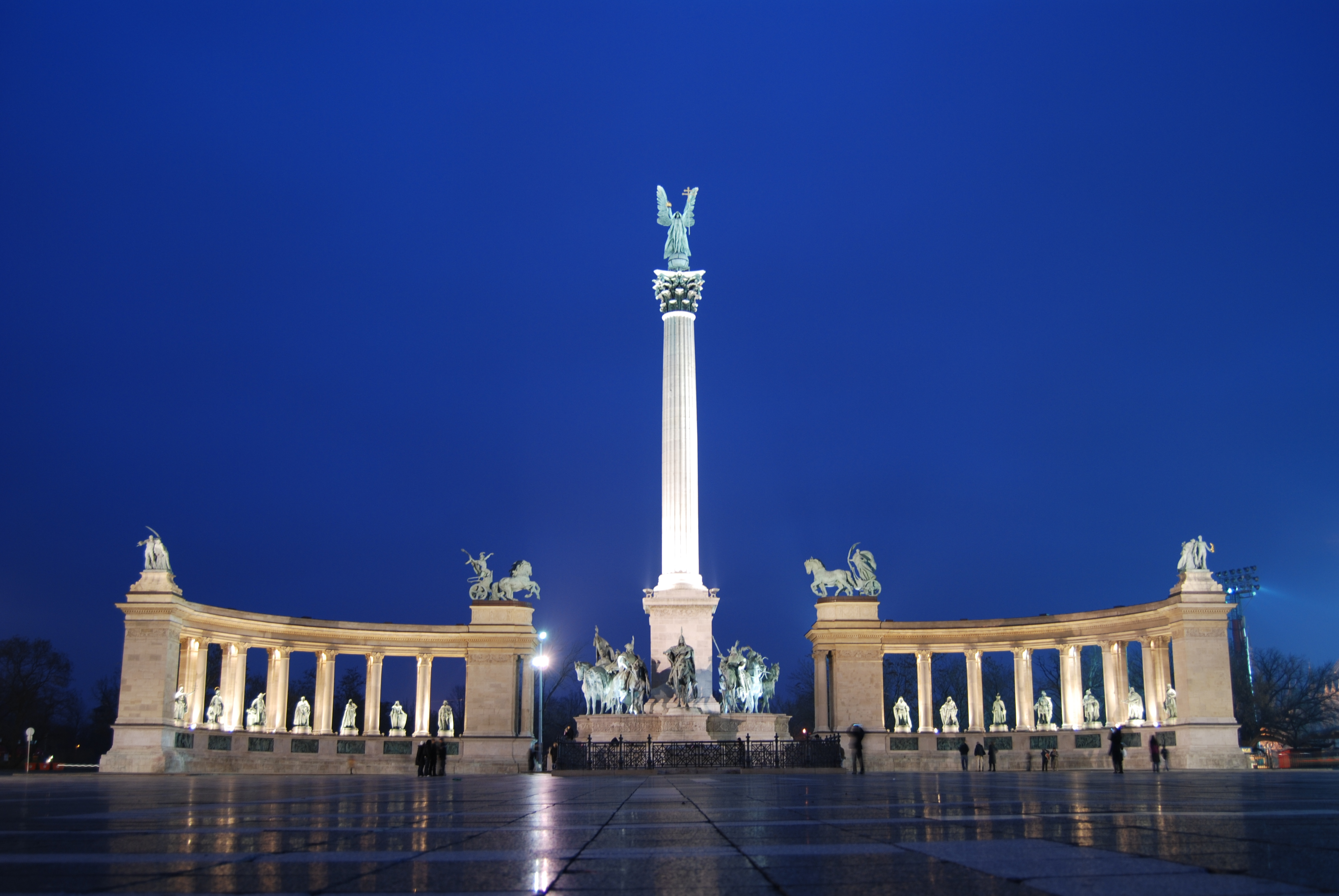
میدان قهرمانان در شب
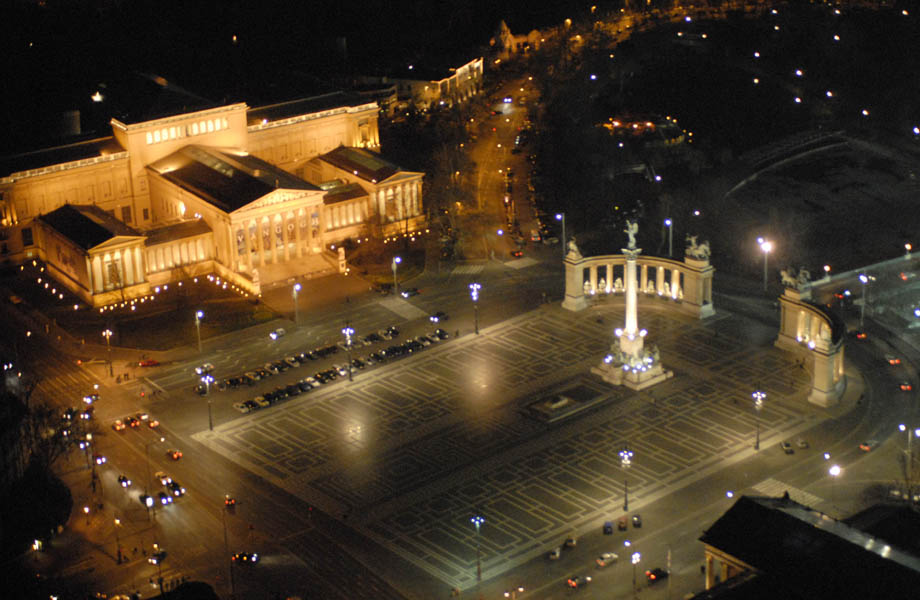
نمای هوایی
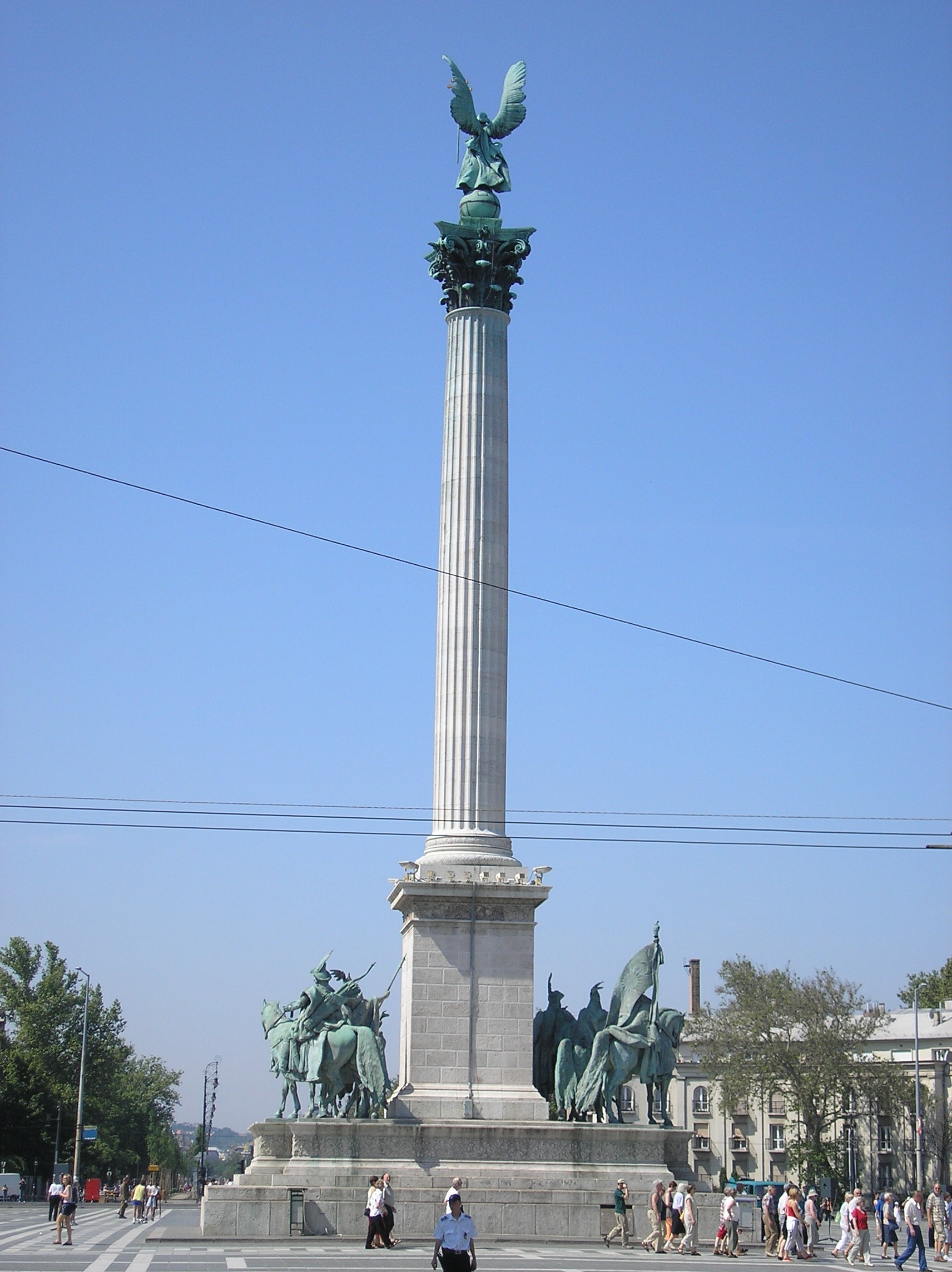
فرشته مقرب، جبرئیل در بالای ستون
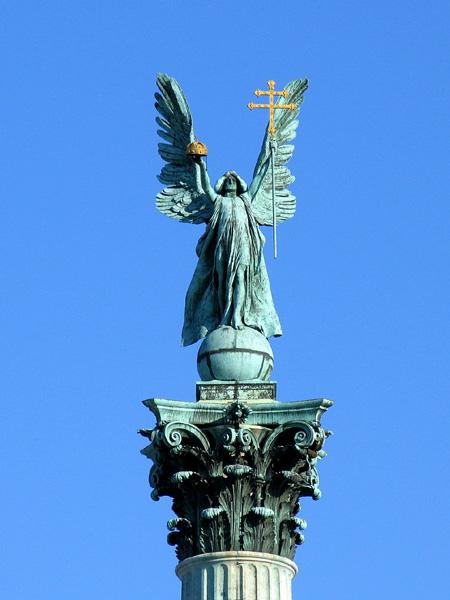
جبرئیل
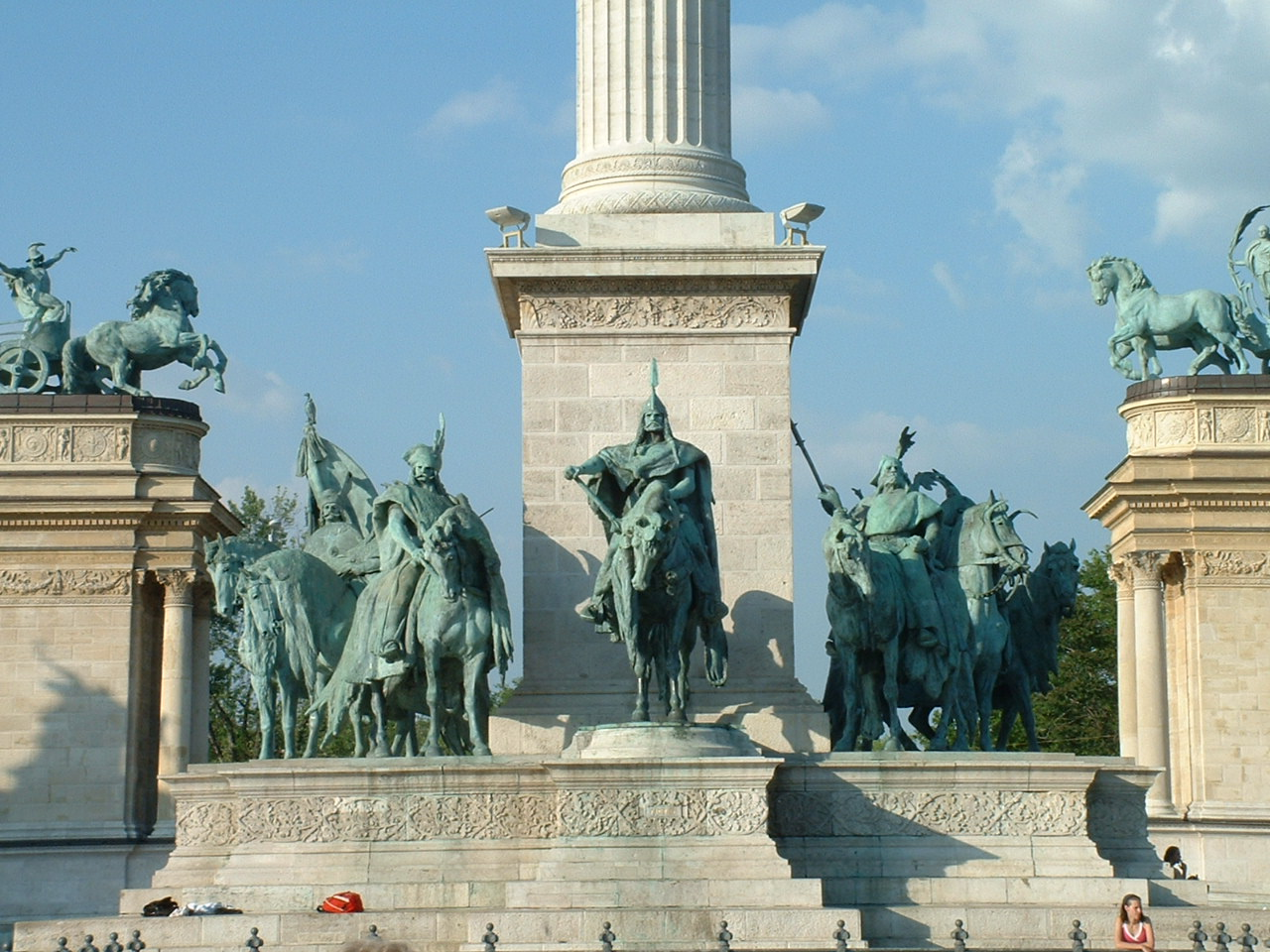
مجسمه هفت سالار مجار به رهبری آرپاد
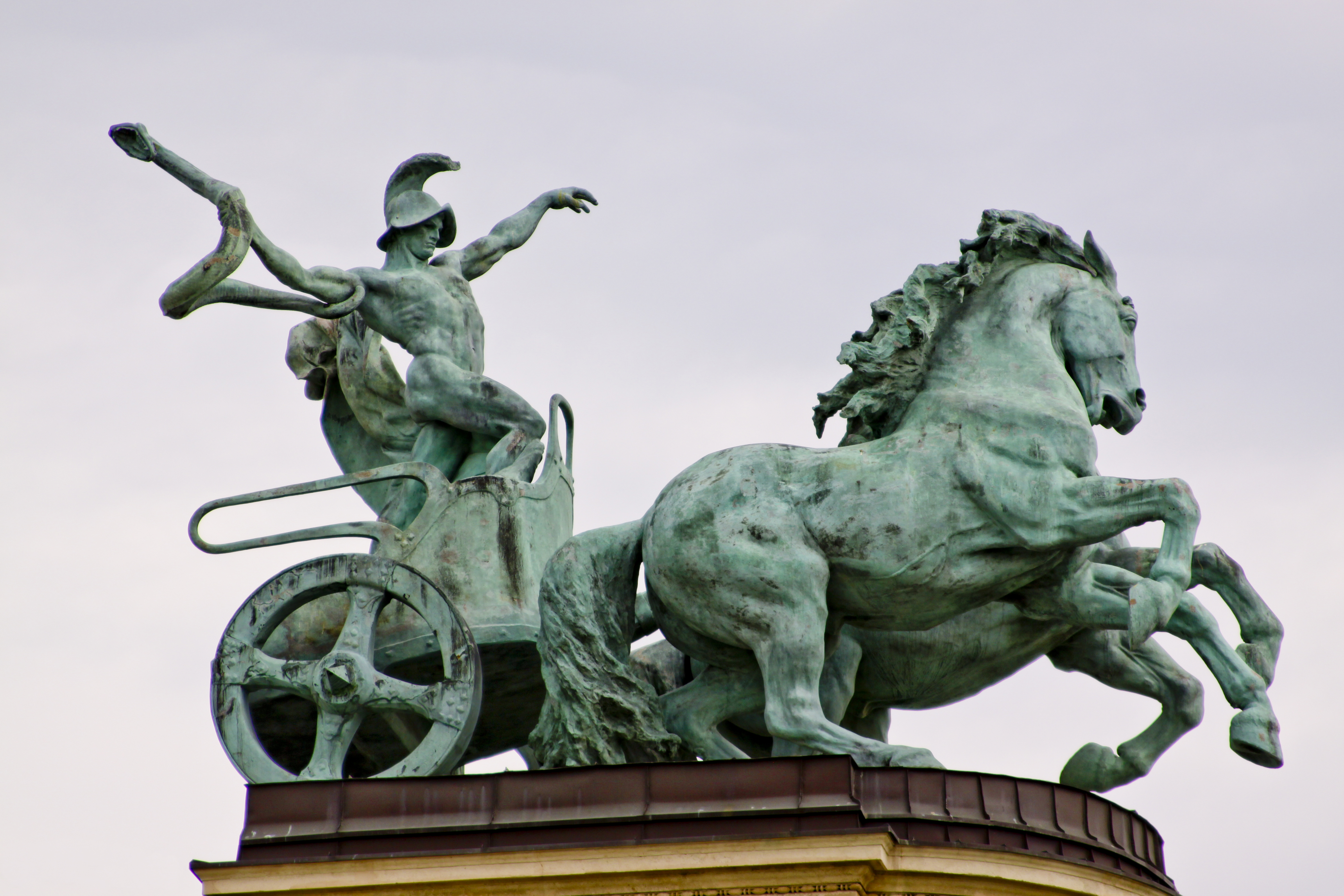
مجسمه مرد با مار، نماد جنگ
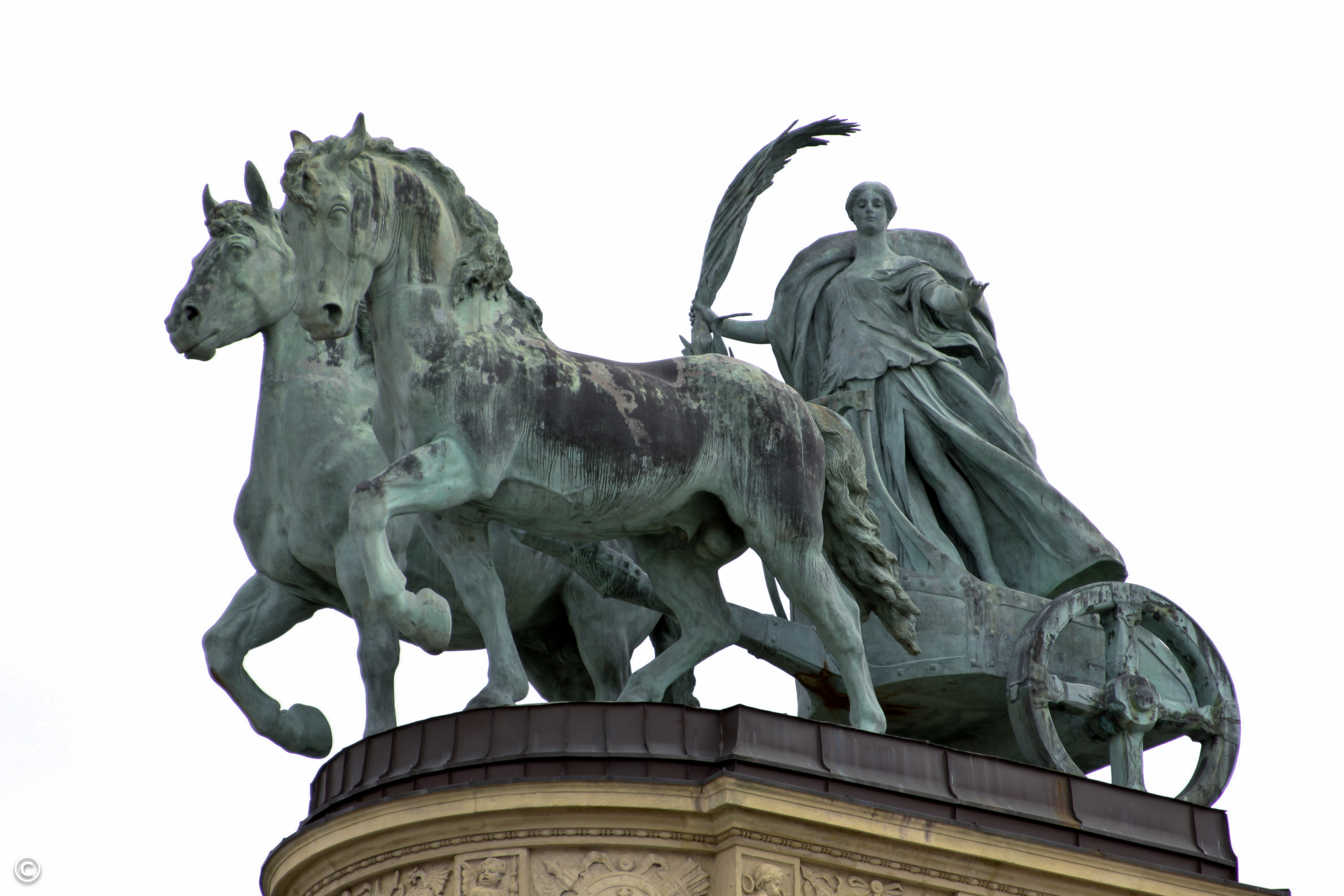
مجسمه زن، نماد صلح
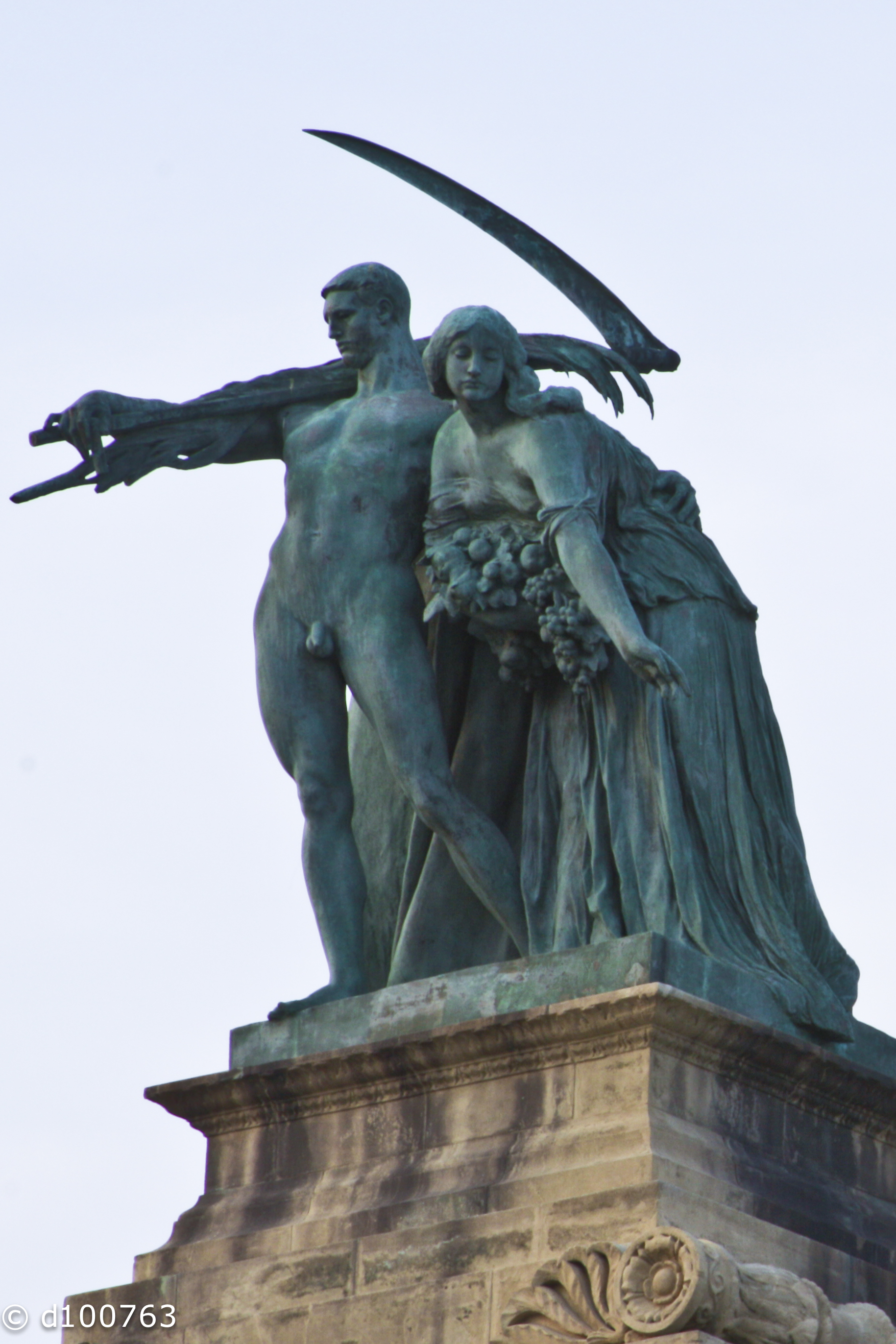
زوج کار و ثروت
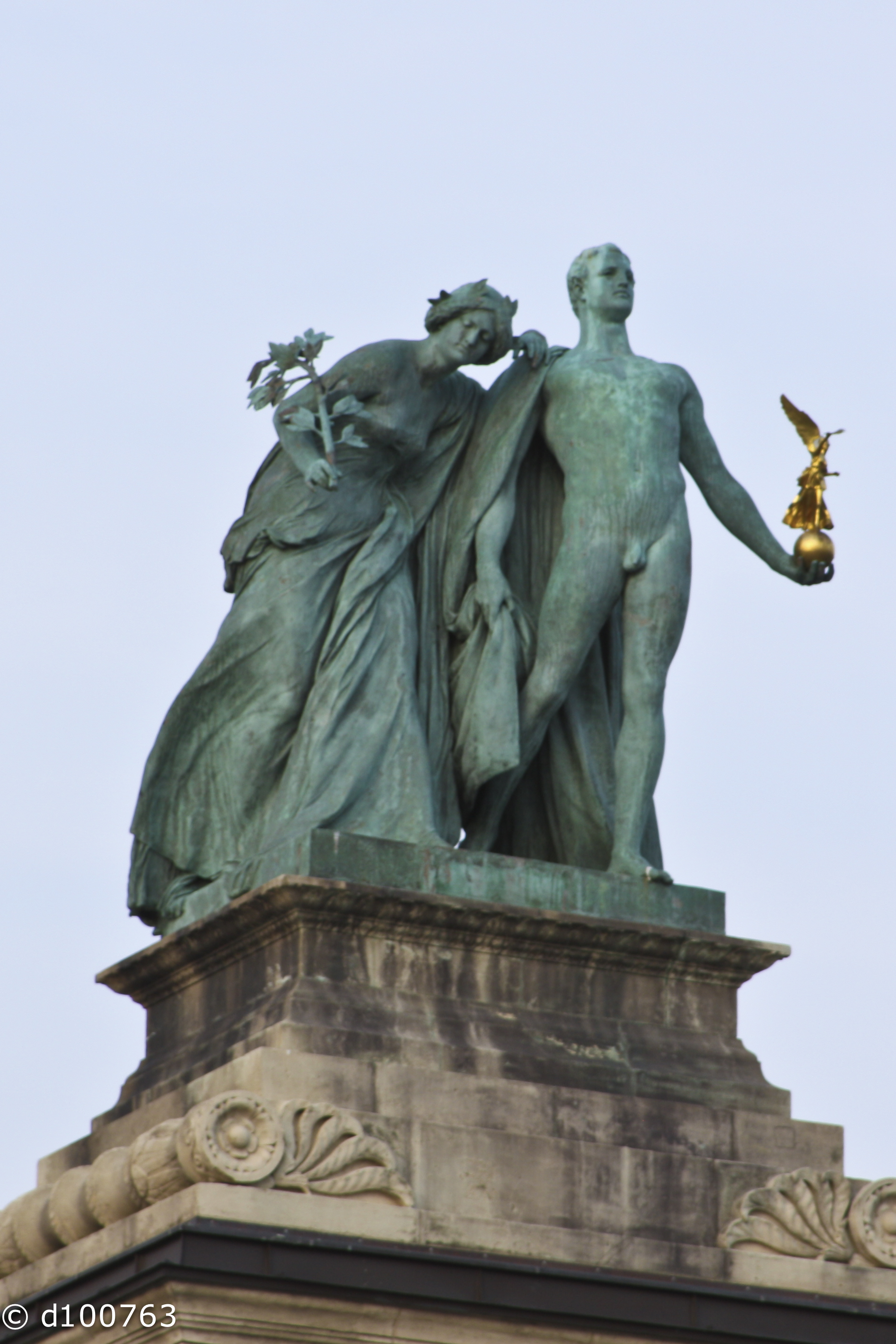
زوج دانش و افتخار